# Yūko Ōshima
Yūko Ōshima (大島 優子 Ōshima Yūko?,  Yokohama, Prefectura de Kanagawa, 17 de octubre de 1988) es una idol, cantante y actriz japonesa, principalmente conocida por haber sido miembro del grupo femenino AKB48 entre 2006 y 2013, donde fue capitana del Team K. También fue miembro de la subunidad Not Yet. 

## Primeros años
Ōshima nació el 17 de octubre de 1988 en Yokohama, pero fue criada en Mibu, Tochigi. Su madre es nativa de Hokkaidō. Ōshima es 3/4 japonesa y 1/4 estadounidense. En 1996, a la edad de ocho años, firmó un contrato con la agencia de talentos Central Kodomo Gekidan. En 2005, comenzó a trabajar como idol juvenil en Doll's Vox, un proyecto idol de corta duración, producido por el vocalista de The Alfee, Toshihiko Takamizawa. En 2006, en la segunda audición de AKB48 para formar el grupo K, Ōshima fue seleccionada entre 12,000 solicitantes para unirse a dicho grupo. En abril, comenzó a trabajar a tiempo completo con el grupo, el cual debutó con el sencillo Aitakatta en octubre de 2006.

## Carrera

### AKB48

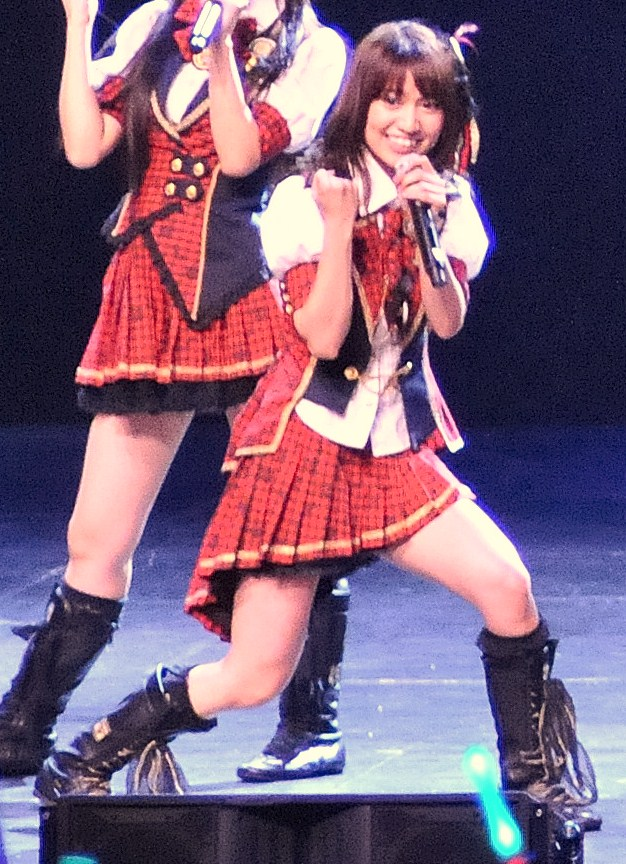
Ōshima en 2010.

Ōshima se ha posicionado entre los dos primeros puestos en las últimas cinco elecciones de AKB48. En 2009, se posicionó en el segundo lugar, perdiendo ante Atsuko Maeda. En 2010, recibió la mayor cantidad de votos y se convirtió en la intérprete central en el sencillo Heavy Rotation. En las elecciones de 2011, calificó en segundo lugar detrás de Maeda una vez más. En las elecciones de 2012, obtuvo el primer lugar con 108.837 votos, mientras que en las elecciones de 2013, calificó en segundo lugar con 136.503 votos y perdió ante Rino Sashihara con 150.570 votos.
El 24 de agosto de 2012, AKB48 anunció una reorganización de los equipos y se designó a Ōshima como capitana del grupo K. El 31 de diciembre de 2013, Ōshima anunció en el Kohaku Uta Gassen que abandonaría el grupo.

## Filmografía

### Películas
| Año  | Título                                       | Papel                    | Notas   | Ref.  |
| ---- | -------------------------------------------- | ------------------------ | ------- | ----- |
| 1998 | Daikaijū Tōkyō ni arawaru                    | Joven del festival       |         |       |
| 2000 | Senrigan                                     | Joven Miyuki Misaki      |         |       |
| 2007 | ICE                                          | Rinne                    |         |       |
| 2007 | Densen uta                                   | Anzu Natsuno             |         |       |
| 2008 | Sakura no Sono                               | Midori Sawa              |         |       |
| 2009 | Teketeke                                     | Kana Ōhashi              |         | [ 6 ] |
| 2009 | Teketeke 2                                   | Kana Ōhashi              |         | [ 6 ] |
| 2009 | Giniro no Ame                                | Minori                   |         |       |
| 2010 | Shibuya                                      | Yū                       |         |       |
| 2010 | Sweet Little Lies                            | Aya Iwamoto              |         |       |
| 2010 | Sankaku                                      | Amiga                    |         |       |
| 2011 | Documentary of AKB48: To Be Continued        | Ella misma               |         |       |
| 2012 | Documentary of AKB48: Show Must Go On        | Ella misma               |         |       |
| 2012 | Brave                                        | Mérida                   | Doblaje |       |
| 2012 | Ushijima the Loan Shark                      | Mirai Suzuki             |         |       |
| 2013 | Documentary of AKB48: No Flower Without Rain | Ella misma               |         |       |
| 2013 | SPEC: Close~Incarnation                      |                          |         | [ 7 ] |
| 2013 | SPEC: Close~Reincarnation                    |                          |         | [ 7 ] |
| 2014 | Documentary of AKB48: The Time Has Come      | Ella misma               |         |       |
| 2014 | Pale Moon                                    | Keiko Aikawa             |         | [ 8 ] |
| 2015 | Romance                                      | Hachiko Hojo (principal) |         |       |
| 2015 | Do It! Anpanman: Miija and the Magic Lamp    | Miija                    |         | [ 9 ] |
| 2016 | Sanada 10 Braves                             | Hotaru                   |         |       |
| 2016 | Shippu Rondo                                 | Chiaki Seri              |         |       |

### Televisión
| Año  | Título                                                                | Papel                 | Cadena          | Notas     |
| ---- | --------------------------------------------------------------------- | --------------------- | --------------- | --------- |
| 1996 | Hiyokotachi no Tenshi                                                 |                       | TBS             | Debut     |
| 1996 | Love no Okurimono                                                     | friend                | TBS             |           |
| 1997 | Virgin Road                                                           | young Kazuki Sakurai  | Fuji TV         |           |
| 1997 | DxD                                                                   | young Sonoko Enjōji   | NTV             |           |
| 1997 | Denji Sentai Megaranger                                               | girl                  | TV Asahi        |           |
| 1998 | Love & Peace                                                          | Asuka Ōta             | NTV             |           |
| 1999 | Sennen Ōkoku III Jūshi Vanny Knights                                  |                       | TV Asahi        |           |
| 1999 | Rasen                                                                 | Aya/Satomi            | NTV             |           |
| 2001 | Antique: Seiyō Kottō Yōgashiten                                       | Kayoko Ōhashi         | Fuji TV         |           |
| 2002 | Tōkyō Niwatsuki Ikko Date                                             | Natsumi Fukuda        | NTV             |           |
| 2002 | Mystery Gekijō Ōkamionna no Komoriuta                                 | young Ōkamionna       | TBS             |           |
| 2004 | Honto ni Atta Kowai Hanashi                                           | Akiko Kinoshita       | Fuji TV         |           |
| 2004 | Kyōto Kui Dōraku! Furuhon'ya Tantei Mystery 2                         | Yukari Asamura        | Fuji TV         |           |
| 2005 | Kiken na Aneki                                                        | Amiga de Ai           | Fuji TV         |           |
| 2005 | Onna no Ichidaki                                                      |                       | Fuji TV         |           |
| 2005 | Akujo ni Issei: Shibai to Kekkon Shita Joyū Haruko Sugimura no Shōgai |                       | Fuji TV         |           |
| 2008 | Shiori to Shimiko no Kaigi Jikenbo                                    | Rie Kahara            | NTV             |           |
| 2008 | Bengoshi Rinko Ichinose                                               | Megumi Ōya            | TBS             |           |
| 2008 | Cat Street                                                            | Yumi Hirano           | NHK             |           |
| 2008 | Cafe Kichijoji de                                                     | Misato Shinohara      | TV Tokyo        |           |
| 2008 | Ware wa Gogh ni Naru!                                                 |                       | Fuji TV         |           |
| 2008 | Sangi in Giin Koho Mami                                               | Yoko Kojima           | TBS             |           |
| 2009 | Kaze ni Maiagaru Vinyl Sheet                                          | Chizuru Kawai         | NHK             |           |
| 2010 | Majisuka Gakuen                                                       | Yuko Oshima           | TV Tokyo        |           |
| 2010 | Angel Bank: Tenshoku Dairinin                                         | Manami Ogasawara      | TV Asahi        |           |
| 2010 | Sandaime Kogorō Akechi                                                |                       | Fuji TV         |           |
| 2010 | Honto ni Atta Kowai Hanashi                                           | Masayo Watabiki       | Fuji TV         |           |
| 2010 | Reinoryokusha Odagiri Kyoko no Uso                                    | Kaoru Ibushi          | TV Asahi        |           |
| 2011 | Sakura kara no Tegami                                                 | Yuko Oshima           | NTV             |           |
| 2011 | Majisuka Gakuen 2                                                     | Yuko/Yuka/Yuki Oshima | TV Tokyo        |           |
| 2011 | Watashi ga Renai Dekinai Riyuu                                        | Mako Hanzawa          | Fuji TV         |           |
| 2012 | Kaeru no Ōjo Sama                                                     | Mahiru Nonomura       | Fuji TV         |           |
| 2012 | Blackboard (First Night) : Mirai                                      | Takami Ichihara       | TBS             |           |
| 2012 | Yo nimo Kimyo na Monogatari Fall Special: Ghost App                   | Saori Tachibana       | Fuji TV         |           |
| 2013 | Galileo 2                                                             | Mutsumi Wakizaka      | Fuji TV         | Ep.3 only |
| 2013 | Andō Lloyd: A.I. knows Love?                                          | Nanase Matsushima     | TBS             |           |
| 2015 | Zeni no Sensou                                                        | Mio Konno             | Fuji TV         |           |
| 2015 | Yamegoku: Yakuza Yamete Itadakimasu                                   | Bakushū Nagamitsu     | TBS             | Principal |
| 2015 | Majisuka Gakuen 5                                                     | Yuka Oshima           | Nippon TV, Hulu | Ep.2 only |
| 2016 | Asa ga Kita                                                           | Raichō Hiratsuka      | NHK             | Asadora   |
| 2017 | Tokyo Tarareba Musume                                                 | Koyuki                | Nippon TV       |           |

### Show de variedades
- AKBingo!
- Shūkan AKB (週刊AKB?)
- AKB48 Nemōsu TV (AKB48ネ申テレビ?)
- AKB とＸＸ！ (AKB48とＸＸ！?)
- Hoko x Tate
- Naruhodo High School
- AKB48 kousagi (AKB子兎道場?)
- AKB48 SHOW!
- Woman On The Planet